# Monoplan

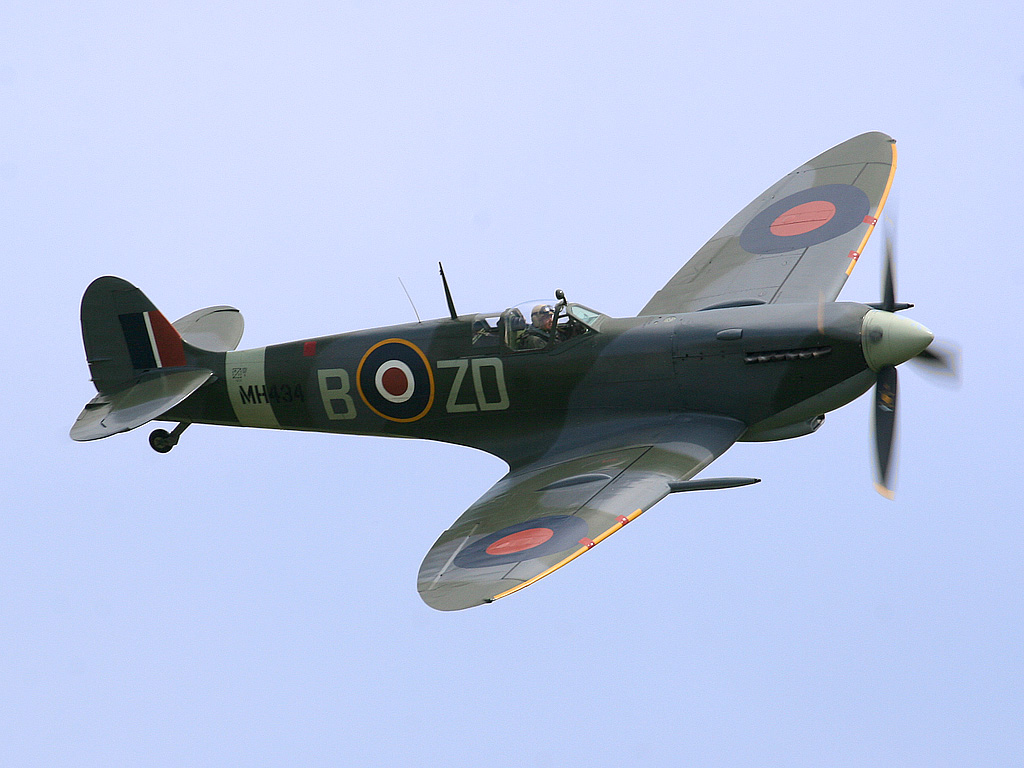
Supermarine Spitfire, ett monoplan.

Monoplan eller endäckare (av tyska: Eindecker) är flygplan som har ett par vingar. Dit kan hänföras de allra flesta flygplan konstruerade efter 1930-talet.